# Ain Al-Basha
Ain Al-Basha este o zonă iordaniană care este centrul districtului Ain Al Basha din Guvernoratul Balqa, pe drumul dintre Sweileh și Jerash, și este legat de satul Safout cu tabăra Baqa'a și orașul Al-Salt.

## Nume
Pașa este un titlu turcesc care a fost acordat personalului militar superior și celor cu funcții civile înalte, adică șefului sau președintelui. Ain al-Basha a fost numit cu acest nume pentru că Ibrahim Pașa și-a coborât ochii în apa ei în timp ce trecea prin zonă.

## Populație
Populația orașului Ain Al-Basha este între 70 - 80 de mii distribuită între mai multe cartiere, cum ar fi cartierul Prince Ali, cartierul Qutaiba, cartierul Al-Balad și Al-Zahra, um Safatin, cartierul Shuwaihi de Vest și cartierul Imam Al-Shafi'i. Are mai multe locuințe, cum ar fi locuințe de dezvoltare urbană și locuințe Qaqish. În timp ce populația districtului Ain al-Basha este de aproximativ 300.000 de locuitori.

## Economie
Orășenii depind de locuri de muncă, agricultură și comerț și există 22 (douăzeci și două de fabrici, cum ar fi industria lactatelor, aluminiul, pungile de hârtie, ceramica și producătorii de medicamente.

## Clima
Veri calde, uscate, ploioase, ierni reci și perioade blânde de primăvară și toamnă.

## Educație
Există o serie de școli guvernamentale pentru ambele sexe de la elementar la liceu și în diferite ramuri academice și 12 grădinițe pentru copii și 9 centre de grădiniță și mai mult de 15 școli private, dintre care cele mai renumite sunt Al Majd, Sama Amman, școli de creativitate și realizare.
Există în apropiere de Ain Al-Basha Universitatea Philadelphia (Iordania) pe drumul spre Jerash și Universitatea Privată de Științe Aplicate în Shafa Badran la est de Ain Al-Basha, în plus față de Universitatea Al-Ahliyya Amman la sud-vest de Ain Al-Basha.